# Sugar, Death and 222 Imperial Bitches
Sugar, Death and 222 Imperial Bitches – trzeci album studyjny polskiej grupy muzycznej Tuff Enuff.

## Lista utworów
1. R U Tuff ?
2. Suicidal Girl
3. United
4. Jedna Mysl
5. Pig Head
6. Kto Błaznem A Kto Królem Jest?
7. New Paradise
8. Sunday Morning
9. I'm Your Conscience
10. What A Wonderful World
11. Wróć Do Korzeni